# Nato per combattere
Nato per combattere è un film di guerra del 1989, diretto da Bruno Mattei, che ne curò pure il montaggio.
Il soggetto è di Claudio Fragasso e Bruno Mattei (con il primo accreditato come aiuto-regista, ma in realtà ha codiretto il film con Mattei, anche se non risulta nei crediti: Fragasso non ha mai fatto l'aiuto regista per Mattei). E anche se Fragasso figura nei crediti del film come attore, accreditato con lo pseudonimo Clyde Anderson, in realtà non appare. Si trattava della solita divisione dei nomi per la nazionalità Italiana o per la coproduzione, al fine di ottenere le giuste percentuali e i finanziamenti; mentre la sceneggiatura è scritta sì a quattro mani, ma da Drudi e Fragasso. Drudi, come in tanti altri film, non è accreditata perché non aveva ancora aperto la partita IVA. L'aprì nel 1988, per poter firmare i suoi soggetti e le sue sceneggiature. Quella di "Born To Fight" fu scritta nel 1987 direttamente con il titolo inglese, per poi essere depositata al Ministero con il titolo italiano dato dalla produzione: "Nato per uccidere".
Il film fu distribuito anche in Portogallo.